# Khanqah of Baybars al-Gashankir
Khanqah of Baybars al-Gashankir (arabiska: مسجد جمال الدين إستادار, خانقاه بَيْبَرس الجاشنكير, franska: Khanqah de Baybars II, ẖānqāh Baybars al-Ǧāšankīr, engelska: Khānqāh Baybars al-Jāshankīr, franska: Khânka du sultan Beibars el-Gachankîr, Khâniqâh de Beibars al-Gâchankîr, Bibarse, Couvent Baibars II, engelska: Khānqāh of Bībars al-Gāshankīr, franska: Gama Beybars el-Tabourcy, Beybars II, engelska: Sultan Baybars al-Jashankir Khanqah and Mausoleum) är ett monument i Egypten.   Det ligger i guvernementet Kairo, i den norra delen av landet, i huvudstaden Kairo. Khanqah of Baybars al-Gashankir ligger 30 meter över havet.
Terrängen runt Khanqah of Baybars al-Gashankir är platt. Runt Khanqah of Baybars al-Gashankir är det mycket tätbefolkat, med 2 711 invånare per kvadratkilometer. Närmaste större samhälle är Kairo, 1,8 km nordväst om Khanqah of Baybars al-Gashankir. Runt Khanqah of Baybars al-Gashankir är det i huvudsak tätbebyggt.